# Искителла
Иските́лла (итал. Ischitella) — коммуна в Италии, расположена в области Апулия, подчиняется административному центру Фоджа.
Население коммуны, на 01.01.2025 года, составляет 4075 человек, плотность населения — 47,62 чел./км². Занимает площадь 87 км². 
Почтовый индекс — 71010. Телефонный код — 0884.
Покровителем коммуны почитается святой великомученик Евстафий, день его памяти ежегодно отмечается 20 мая.

## Демография
Динамика населения: